# 兴安 (明朝宦官)
兴安（1389年—1459年），安南人，明朝宦官。

## 生平
洪武二十二年（1389年），出生。
永乐五年（1407年），从越南来到中国。
宣德元年（1426年），任长随、奉御，掌库藏出纳。
正统元年（1436年），明英宗即位，他和司礼监太监金英都受宠信。
正统十四年（1449年）秋天，明英宗在土木之变被瓦剌俘虏，郕王朱祁钰请他和兴安召集朝臣商议国事。侍读徐珵倡议南迁，遭到兴安斥责：“敢言迁者斩”。他入告孙太后，劝郕王任命于谦准备战守之事。
景泰元年（1450年），瓦剌首领也先围困京师，至德胜门，即位为皇帝的明代宗朱祁钰命兴安和李永昌会同于谦、石亨总理军务。也先遣使议和，想要送回明英宗。廷議出使的使臣。明代宗讓他出來對群臣說：“公等欲報使，孰可者？孰為文天祥、富弼。”王直說他斥呼群臣不當，興安語塞。派都給事中李寔為報使，敕書沒有提到迎回太上皇。李寔大驚，到內閣詢問，路上遇到興安。興安說：“你奉詔行事即可，不要管其他事。”後來代宗要立兒子朱見濟為太子，眾人懷疑他參與密謀。興安有品德節操，知道于謙之賢，力加保護。
景泰七年（1456年），奉命与舒良去看望病重的于谦。
天顺元年（1457年），明英宗復辟，殺死明代宗信用的太監王誠、舒良、張永、王勤等人，說他們更易太子，和于謙、王文謀立外藩。給事中、御史說興安和王誠、舒良同黨，應該同罪，明英宗念其垂老，加以寬免，只是奪職养老。
天顺三年（1459年），去世。
| 前任： 金英 | 司礼监掌印太監 1450年—1457年 | 繼任： 牛玉 |

## 传記資料
- 《明史》 宦官列传
- 《明故司礼监太监兴公之碑》

## 延伸阅读
[在维基数据编辑]
 《明史卷三百〇四》，出自《明史》